# Toro (Olaszország)
Toro község (comune) Olaszország Molise régiójában, Campobasso megyében.

## Fekvése
A megye déli részén fekszik. Határai: Campodipietra, Jelsi, Monacilioni, Pietracatella és San Giovanni in Galdo.

## Története
A települést a 11. század elején alapították. A következő századokban nemesi birtok volt. A 19. században nyerte el önállóságát, amikor a Nápolyi Királyságban felszámolták a feudalizmust.

## Népessége
A népesség számának alakulása:

## Főbb látnivalói
- Santa Maria di Loreto-templom
- San Salvatore-templom